# Stenopterygia calida
Stenopterygia calida là một loài bướm đêm trong họ Noctuidae.